# Seubelsdorf
Seubelsdorf ist ein Stadtteil von Lichtenfels mit 1118 Einwohnern (Stand: September 2022). Durch den Ort verläuft der Fränkische Marienweg.

## Geschichte
Die erste urkundliche Erwähnung von „Sigeboltesdorf“ geht auf das Jahr 1143 zurück. Bis zum Ende des Alten Reiches gehörte der Ort zum Hochstift Bamberg.
Im Jahre 1818 wurde Seubelsdorf mit Grundfeld und Frankental (Vierzehnheiligen) zu einer Gemeinde zusammengefügt. Am 19. September 1851 wurde es eine selbständige Gemeinde. Am 1. Mai 1978 erfolgte die Eingliederung in die Stadt Lichtenfels.

## Kultur und Sehenswürdigkeiten
- Ehemaliges Gemeindehaus aus dem 18. Jahrhundert

In der Liste der Baudenkmäler in Lichtenfels (Oberfranken) sind für Seubelsdorf zehn Baudenkmäler ausgewiesen.

## Regelmäßige Veranstaltungen
- Kirchweih am ersten Sonntag im Mai
- Gedenken zum Volkstrauertag am Kriegerdenkmal